# Guibourtia chodatiana
Guibourtia chodatiana là một loài thực vật có hoa trong họ Đậu. Loài này được (Hassl.) J.Leonard miêu tả khoa học đầu tiên.